# جيمس فرانكل
جيمس فرانكل ( 21 آذار 1859 في ريبنيك، سيليزيا العليا؛ 7 حزيران 1935 في برلين) كان طبيبًا يهوديًّا ألمانيًا.

## حياته

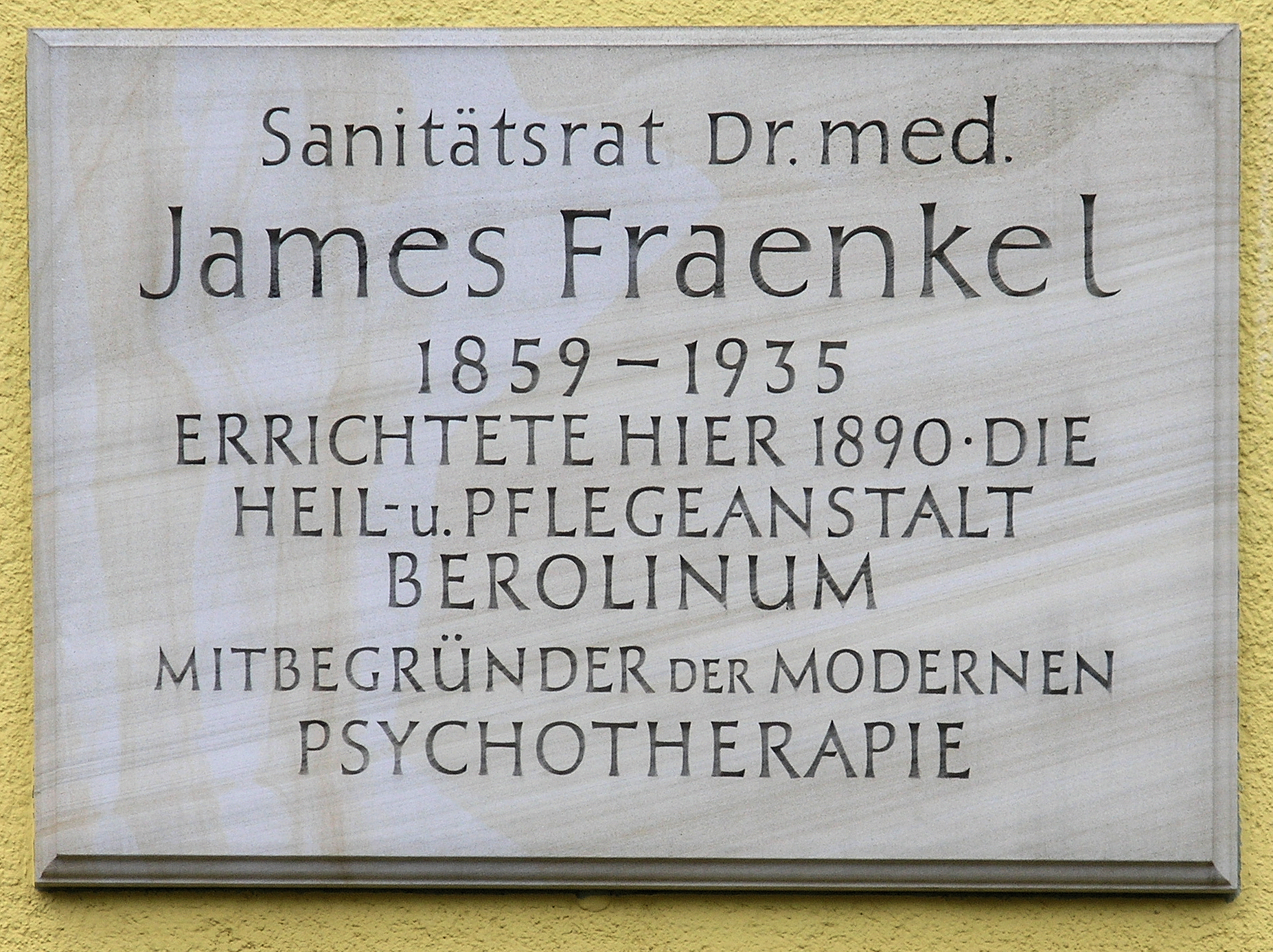
لوحة تذكارية في شارع ليونورنشتراسه 17-33 في برلين-لانكويتز

وُلِد فرانكل ابنًا للحاخام دانييل فرانكل (1821-1890) وجولي فرانكل، ني روزنشتاين، ابنة حاخام برلين. كان لديه 11 شقيقًا، بما في ذلك سيجموند فرانكل (1855-1909)، وهو عالم سامي ، وماكس فرانكل (1856-1926)، وهو مهندس معماري وخبير بناء حكومي، ومارتن فرانكل (1863-1928)، وهو تاجر.
وبعد أن أنهى دراسته الطبية، ذهب إلى برلين وتزوج من باولا بارث، وأنجب منها ثلاث بنات وولدًا.
في الأول من نيسان عام 1890، افتتح هو وزميله ألبرت أوليفين مصحة بيرولينوم الخاصة ودار التمريض للمرضى العقليين والعصبيين في برلين. قام شقيقه ماكس فرينكل ببناء قسم للنساء والرجال على جانبي شارع ليونورنشتراسه في لانكويتز. في عام 1907، أضافوا حديقة واسعة ومركز صحي للمتعافين. وقد جعل هذا من مستشفى بيرولينوم أكبر مصحة خاصة في برلين، حيث وفرت مساحة لـ 450 رجلاً و50 امرأة. وفي وقت لاحق، أمضت المحللة النفسية الشهيرة كارين هورني عامها العملي في مصحتة.
كان جيمس فرانكل يدفع أعلى الضرائب في لانكويتز في ذلك الوقت. في عام 1910 اُنتخب ممثلًا للبلدية، وفي عام 1911 تبرع بالفضة للمجلس وفي عام 1912 تبرع بنافورة فور ويندز من تصميم لودفيج إيزنبيك إلى قاعة مدينة لانكويتز . بعد اندلاع الحرب العالمية الأولى، حُوِّل جزء كبير من المصحة إلى مستشفى عسكري. عملت زوجة فرانكل، باولا، وبناته جولي، وريسي، وهيلدا، ممرضات.
بعد الحرب، تقاعد فرانكل من العمل في المصحة. في عام 1921، باع المنتجع الصحي ومباني المستشفى إلى جمعية صناديق التأمين الصحي في برلين الكبرى.
أُصيب جيمس فرانكل بالمرض في عام 1934 وتوفي في حزيران 1935. قبره موجود في المقبرة اليهودية في برلين-فايسنزي .
تمكنت زوجته باولا من الاستيطان في فلسطين قبل وقت قصير من بدء الحرب. كما سافر أبناء فرانكل إلى الخارج أيضًا.

## الأدب
- مجموعة عمل لانكويتز التاريخية: في ذكرى المستشار الطبي الدكتور. ميد جيمس فرانكل 1859–1935 . برلين 2001.
- ذكريات الأجداد باولا وجيمس فرانكل . في: Steglitz Heimat – النشرة الإخبارية لجمعية التاريخ المحلي في Steglitz. الخامس ، 47. سنة ، رقم 2/2002، ص 35-43.
- "يبلغ المستشار الطبي جيمس فرانكل في لانكويتز اليوم 70 عامًا"، صحيفة ستيغليتزر لوكالانزيغر، 21 مارس 1929
- ف. روسيل: في عيد ميلاده السبعين عيد ميلاد المستشار الطبي الدكتور جيمس فرانكل. بقلم الطبيب الكبير FR (من مصحة "بيرولينوم"، برلين-لانكويتز). المجلة الأسبوعية للأمراض النفسية والعصبية ، 31. Jrg.، 16 (1929) ص 193.
- توماس مولر، "قسم الأعصاب في مستشفى لانكويتز: مساهمة في تاريخ الهجرة والعلاج النفسي ومستشفى برلين"، أرشيف سودهوف ، المجلد 88، العدد 1 (2004)، ص 54-76.
- مجموعة عمل لانكويتز التاريخية: في ذكرى الدكتور سانيتاسرات ميد جيمس فرانكل (1859–1935). عن حياته وعن مصحة ودار التمريض التي كان يعيش فيها في لانكويتز. بوليك، برلين (2001)
- كورهاوس لانكويتز: جيمس فرانكل وبيرولينوم، مجلة لانكويتز 2018-02.

## روابط الويب
- "كورهاوس لانكويتز: جيمس فرانكل وبيرولينوم" ، مجلة لانكويتز 2018-02
- دكتور. فرانكل والمصحة "بيرولينوم" ، حان وقت برلين
- سيرة ذاتية مختصرة لجيمس فرانكل (1859-1935): طبيب أعصاب، مؤسس عيادة، سياسي محلي، مع صورة (ملف PDF؛ 712 كيلوبايت)، بقلم ريجينا بورجمان وديتمار ستراوخ : المقبرة اليهودية في برلين-فايسنسي: دليل عبر تاريخها. طبعة بروغريس، 2003.

1. ↑  مذكور في: ملف استنادي متكامل. مُعرِّف الملف الاستنادي المُتكامِل (GND): 117528927. الوصول: 24 يونيو 2024. لغة العمل أو لغة الاسم: الألمانية. المُؤَلِّف: مكتبة ألمانيا الوطنية.
2. ↑  مذكور في: ملف استنادي متكامل. الوصول: 16 مارس 2015. لغة العمل أو لغة الاسم: الألمانية. المُؤَلِّف: مكتبة ألمانيا الوطنية.